# Sophie Jodoin
Sophie Jodoin (née en 1965) est une artiste visuelle de Montréal. Elle utilise le dessin, le collage, la photographie, la vidéo, le texte et l'installation.  

## Biographie
Sophie Jodoin naît à Montréal en 1965. Elle obtient son baccalauréat en beaux-arts en 1988 à l'Université Concordia à Montréal. En 1989 et 1990, elle étudie en anatomie et pathologie à l'Université de Montréal.
Sophie Jodoin est principalement connue pour sa pratique figurative basée sur le dessin dans les médias traditionnels ainsi que pour le collage, la vidéo, la photographie et l'utilisation d'objets trouvés. Elle travaille presque exclusivement en noir et blanc depuis 2004. Elle intègre le dessin et le collage à partir de 2009 en recourant à des images de magazines, d'Internet, des photos personnelles et des livres. L’œuvre une certaine instabilité émotionnelle (2015) témoigne de ce croisement entre le dessin, la photographie et les mots. La contribution de l'artiste Céline Huyghebaert (en), invitée à rédiger un texte pour cette œuvre, ouvre un espace littéraire qui favorise un échange réciproque entre le vocabulaire visuel et la langue,. 
Les œuvres de Sophie Jodoin font partie de collections muséales, publiques et privées.

## Expositions
Personnelles
- 2019, Toi que jamais je ne termine, Musée d’art contemporain de Montréal.
- 2018, Room(s) to move : je, tu, elle (3e chapitre), Musée d’art contemporain des Laurentides, Saint-Jérôme, Québec.
- 2018, Room(s) to move : je, tu, elle (2e chapitre), MacLaren Art Centre, Barrie, Ontario.
- 2017, Room(s) to move : je, tu, elle (1er chapitre), Expression, Centre d’exposition de Saint-Hyacinthe, Québec.
- 2017, il faut qu’elle sache, Arprim, Montréal.
- 2015, une certaine instabilité émotionnelle, Battat Contemporary, Montréal.
- 2014, how permanent is permanent, Acme Project Space, Londres, Royaume-Uni.
- 2013, and so uncertain suddenly, Line Gallery, North Bay, Ontario.
- 2012, Small Dramas & Little Nothings, Union Gallery, Université Queens, Kingston.
- 2012, close your eyes, Richmond Art Gallery, Richmond, Colombie-Britannique.
- 2011, Petites chroniques des violences ordinaires, Musée d'art de Joliette, Québec.
- 2011, I felt a cleaving in my mind, Battat Contemporary, Montréal.
- 2011, Tant de morts pour si peu, Oboro, Montréal.
- 2010, Small Dramas & Little Nothings, Ottawa School of Art.
- 2010, De peine et de misère, Centre Clark, Montréal.
- 2009, Nous sommes en manque, Centre national des Arts - Théâtre français, Ottawa, Ontario.
- 2009, Headgames: hoods, helmets & gasmasks, Battat Contemporary, Montréal, Québec.
- 2009, Petits drames et petites choses, Maison des Arts de Laval, Laval, Québec.
- 2008, Hoods, helmets & gasmasks, Connexion Gallery, Fredericton, Nouveau-Brunswick.
- 2006, Regiment, Galerie McClure, Centre des arts visuels, Montréal.
- 2005, Diary of K.; a journal of drawings (part II), Edward Day Gallery, Toronto.
- 2005, Diary of K.; a journal of drawings (part I), Newzones, Calgary.
- 2004, Drawing Shadows; portraits of my mother, Edward Day Gallery, Toronto.
- 2003, Figures Undressing, Edward Day Gallery, Toronto.
- 2000, Œuvres récentes, Galerie de Bellefeuille, Montréal[1].
- 1997, Architectures, Centre d'exposition des Gouverneurs, Sorel, Québec.
- 1996, Centre d'exposition l'Imagier, Aylmer, Québec.
- 1994, Galerie 101, Ottawa.
- 1992, Centre Clark, Montréal.

Collectives
- 2017, The State of Parenthesis, Galerie UQO, Gatineau[7].
- 2017, Des lignes du temps – Dessins de Concordia, Fondation Molinari, Montréal.
- 2016, Assemble : Five years of contemporary Canadian drawing, 2011-2016, Art Gallery of Sudbury, Ontario.
- 2015, Tell Me Something and Take It Back: An Exhibition of Contemporary Drawing, Stanlee and Gerald Rubin Center for the Visual Arts, The University of Texas at El Paso, Texas.
- 2014, The Sensory War 1914-2014, Manchester Art Gallery, Manchester, Royaume-Uni.
- 2014, MONO/CHROME, Robert Kardosh Projects, Vancouver.
- 2013, Dans ces dessins mes mains rêvent…, Musée des beaux-arts de Montréal.
- 2012, Intimate Theatre, Agnes Etherington Art Centre, Kingston, Ontario.
- 2012, Calgary Collects, Art Gallery of Calgary, Calgary, Alberta.
- 2012, Victoria Collects, Art Gallery of Greater Victoria, Victoria.
- 2011, Front by Front, Museum London, Ontario.
- 2011, La coexistence des traits. Quarante ans de dialogue entre les éditions du Noroît et les artistes visuels, Maison de la culture Mont-Royal, Montréal.
- 2011, body / no body, Galerie Bertrand Grimont, Paris.
- 2010, The Figure Five Ways, Skidmore College, Saratoga Springs, New York.
- 2009, Terminal’s First Annual Short Video Festival, Department of Art and The Center of Excellence for the Creative Arts, Austin Peay State University, Tennessee.
- 2008, The Kahlo Legacy: Contemporary Women's Self-Portraits, Spheris Gallery, Hanovre, New-Hampshire.
- 2007, Vast Beautiful System (Barely Holding Together), Tower Gallery, Philadelphie, Pennsylvanie.
- 2006, Dancing to the Invisible Piper: Canadian Contemporary Figure Art, Art Gallery of Mississauga, Ontario.
- 2005, Angela Grossmann, Sophie Jodoin, Mona Shahid, Edward Day Gallery, Toronto, Ontario.
- 2003, Women, James Baird Gallery, St. John’s, Terre-Neuve.
- 2001, Made in Canada: Contemporary Art from Montreal, Burke Gallery, Plattsburg State University of New York, Plattsburg, New York.

## Collections
- Musée national des beaux-arts du Québec : Sans titre (Office Chair) (2013),  Helmets & Gasmasks (2009)[8]
- Musée d'art contemporain de Montréal : Toi que jamais je ne termine (2015-2017)[3]
- Musée des beaux-arts de Montréal
- Caisse de dépôt et placement du Québec

## Distinction
- 1999 : Bourse de la Fondation Elizabeth Greenshields[1]
- 2017 : Prix Louis-Comtois[9]
- 2017 : Prix Giverny Capital[10]